# چاآ نو تسوبونه
چاآ نو تسوبونه (به ژاپنی: 茶阿局, Chaa no Tsubone)؛ قرن شانزدهم – ۱۷ سپتامبر ۱۶۴۲) سوکوشیتسوی توکوگاوا ایه‌یاسو اهل ژاپن بود. او مادر ششمین ماتسودایرا تاداترو و هفتمین پسر ایه‌یاسو ماتسودایرا ماتسوچیو بود.